# Ley de supresión y prevención de resurgimiento de asentamientos informales de KwaZulu-Natal de 2007
La Ley de supresión y prevención de resurgimiento de asentamientos informales de KwaZulu-Natal de 2007 (conocida como "Ley de asentamientos informales de KZN") fue una ley provincial que se ocupaba de la tenencia de la tierra y los desalojos en la provincia de KwaZulu-Natal en Sudáfrica.

## La ley
La Ley de asentamientos informales fue una ley muy controvertida apoyada por el gobierno provincial de KwaZulu-Natal como respuesta a condiciones precarias de vivienda. Su propósito declarado era eliminar las condiciones de precariedad en asentamientos informales al otorgar a la autoridad provincial del Ministerios E.C. de Vivienda de Sudáfrica que prescribiera un tiempo en el cual sería obligatorio que los municipios desalojen a los ocupantes informales de chabolismo cuando los propietarios no lo hicieron. También obligó a los propietarios privados a desalojar a los habitantes de los asentamientos informales precarios. Estaba destinado a ser replicado en todas las demás provincias sudafricanas.  
La Ley fue ampliamente criticada por organizaciones de la sociedad civil y académicos que dijeron que estaba en conflicto con la Constitución de Sudáfrica y la Ley PIE y que consideraron que era una legislación represiva y desigualitaria.

## Sentencia del Tribunal Constitucional de Sudáfrica

### El camino hacia el Tribunal Constitucional

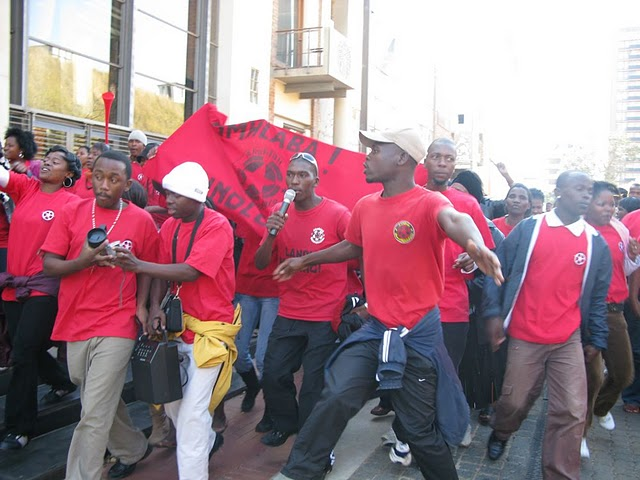
Abahlali baseMjondolo protesta la Ley de barrios marginales en el Tribunal Constitucional

El movimiento de los okupas Abahlali baseMjondolo llevó al gobierno a los tribunales a declarar la Ley inconstitucional. Perdió en el Tribunal Superior de la Provincia de KwaZulu-Natal, Durban, pero luego apeló directamente ante el Tribunal Constitucional de Sudáfrica.
Abahlali baseMjondolo (AbM) argumentó que la provincia tenía el mandato de ocuparse de la vivienda en lugar de tenencia de la tierra y que el acto de los desalojos y la erradicación de los asentamientos informales en lugar de la provisión de viviendas. También argumentaron que el acto fue vago y le dio demasiado poder al gobierno provincial que estaba en conflicto con la sección 26 de la constitución que se ocupa de los derechos de vivienda y desalojo.

### La ley juzga inconstitucional
El 14 de octubre de 2009, el Tribunal Constitucional de Sudáfrica determinó que la ley estaba en conflicto con la Constitución y se revocó. Los costos fueron otorgados a Abahlali baseMjondolo. Según la sentencia, la legislación habría permitido la posibilidad de desalojos masivos sin la posibilidad de un alojamiento alternativo adecuado y, por lo tanto, habría violado la Ley de Prevención de Desalojos Ilegales (Ley PIE) y la Constitución de Sudáfrica.

### Intimidación y violencia tras la sentencia.
Se informó que después de la sentencia, los miembros del movimiento fueron amenazados públicamente por sus comentarios criticando la Ley de asentamientos informales. También se ha argumentado que la sentencia fue un factor clave en el ataque armado a Abahlali baseMjondolo (AbM) en el asentamiento informal de Kennedy Road en Durban en septiembre de 2009.

### Significado de la sentencia
La Ley de asentamientos informales de la Provincia de KwaZulu-Natal, es una de las sentencias más conocidas del Tribunal Constitucional de Sudáfrica. Se ha argumentado que después de la sentencia, el estado modificó sus planes de supresión de asentamientos informales en 2014.